# بادقپک کوهستان
بادقپک کوهستان (نام علمی: Aerodramus hirundinaceus) گونه‌ای بادخورک از خانواده بادخورکان است. این گونه بومی جزیره گینه نو و جزایر نزدیک کارکار، یاپن و گودناف است. زمانی در سردهٔ بادقپک‌های لانه‌چسبی قرار می‌گرفت، اما به همراه بسیاری دیگر به سردهٔ Aerodramus منتقل شده است. این گونه به سه زیرگونه تقسیم می‌شود، با زیرگونهٔ نمادین، A.h. hirundinacea در بیشتر مناطق گینه نو، زیرگونه A.h. excelsus که بیش از ۱۶۰۰ متر در کوه‌های برفی و قله‌های Cartenz گینه نوی غربی و زیرگونهٔ A. h. baru محدود به جزیره Yapen است. در مناطق کوهستانی از ارتفاع ۵۰۰ متری تا دارمرز یافت می‌شود. زیستگاه طبیعی آن جنگل‌های کوهستانی نمناک استوایی و دیگر زیستگاه‌های کوهستانی گینه نو است. همچنین در مناطق پست و نزدیک تپه‌ها به تعداد کمتری دیده می‌شود.